# Universitas Sam Ratulangi
Universitas Sam Ratulangi – indonezyjska uczelnia publiczna w mieście Manado (prowincja Celebes Północny). Została założona w 1965 roku.

## Wydziały
- Fakultas Ekonomi dan Bisnis
- Fakultas Hukum
- Fakultas Ilmu Budaya
- Fakultas Ilmu Sosial dan Ilmu Politik
- Fakultas Kedokteran
- Fakultas Pertanian
- Fakultas Peternakan
- Fakultas Teknik
- Fakultas Ilmu Kelautan dan Perikanan
- Fakultas Kesehatan Masyarakat
- Fakultas Matematika dan Ilmu Pengetahuan Alam

Źródło: .